# Gangadhara Nellore
Gangadhara Nellore hay G.D. Nellore là một mandal thuộc huyện Chittoor, bang Andhra Pradesh. Nó cũng là một vùng phó đô thị của thành phố Chittoor.